# Ammendorfer Revier
Das Ammendorfer Revier, auch Hallesches Revier genannt, ist ein ehemaliges Braunkohle-Abbaugebiet in der mitteldeutschen Montanregion. Es befindet sich im Raum Halle (Saale) in Sachsen-Anhalt.

## Geschichte
Erste Abbautätigkeiten der die Stadt Halle direkt umgebenden Braunkohlenvorkommen lassen sich bis ins 17. Jahrhundert zurückverfolgen. Die Lagerstätten reichten bis in das heutige Stadtgebiet hinein. Die Anzahl der Gruben und deren Dimensionen nahmen ab Mitte des 19. Jahrhunderts deutlich zu. Der Abbau konzentrierte sich zunächst auf die Gegend südöstlich von Halle nahe Ammendorf, das heute Teil der Stadt ist. Die hier befindlichen Gruben, wie Von der Heydt oder Hermine-Henriette, bildeten den Ursprung des Ammendorfer Reviers.
Um 1830 nahm die Grube Alwine in Bruckdorf ihren Betrieb auf. 1857 erfolgte der Aufschluss der Tiefbaugrube Theodor durch die Sächsisch-Thüringische AG, die 1859 nach dem Zusammenschluss mit anderen Gruben als „Konsolidation Von der Heydt“ zur größten Braunkohlengrube im Stadtgebiet von Halle wurde. In der Dölauer Heide begann um diese Zeit ebenfalls die Kohleförderung. Der großtechnische Abbau fand seinen Ausgangspunkt im Raum Lochau nördlich der Elster-Luppe-Aue. Sämtliche Bergbauunternehmen im Halleschen Revier traten im Jahr 1919 dem Mitteldeutschen Braunkohlen-Syndikat bei.
Unter der Führung der A. Riebeck’sche Montanwerke AG und der IG Farben begann in den 1920er Jahren eine umfassende Modernisierung und Umwandlung der Gruben in großflächige Tagebaue, mit dem Ziel, die Produktion von Rohbraunkohle so weit zu steigern, dass eine langfristige Versorgung der etwa 15 Kilometer entfernten Chemie-Standorte gesichert werden konnte. Unter anderem wurde der Großtagebau Lochau direkt über eine Kohlenbahn mit den Leunawerken und Buna-Werken verbunden.
Während die Förderung in den Bruckdorfer Tagebauen im Jahr 1958 endete, da die Kohlenvorräte erschöpft oder die Gruben unrentabel geworden waren, lief die Gewinnung im Tagebau Lochau noch bis zum Jahr 1973 weiter. Die Erschöpfung der Braunkohlevorkommen führte zum Aufschluss weiterer Tagebaue in der Region, wie Tagebau Merseburg-Ost (1971–1991). Dieser Tagebau sollte ursprünglich bis zur heutigen A 9 vorangetrieben werden. Die Einstellung der Förderung im Jahr 1991 verhinderte dieses Vorhaben, wodurch unter anderem der Auwald zwischen Zöschen und Horburg-Maßlau der Überbaggerung entkam. 
Insgesamt hat der zu DDR-Zeiten betriebene Bergbau in der Region sehr große Umweltschäden und Altlasten hinterlassen. Allein zwischen Schkeuditz und der Mündung der Weißen Elster in die Saale gingen beispielsweise auf einer Entfernung von rund 19 Kilometern Luftlinie etwa sechs Kilometer Flusslauf der Weißen Elster verloren. Darüber hinaus war die Weiße Elster durch die Einleitung von Abwässern aus Bergbau und Industrie lange Zeit stark verunreinigt.

## Bergbaufolgelandschaften
Rekultivierte Bergbaufolgelandschaften im Ammendorfer Revier sind unter anderem: der
- westliche Teil der Dölauer Heide
- Heidesee (Halle)
- Hufeisensee
- Osendorfer See
- Raßnitzer See
- Wallendorfer See

## Bergaufsicht
Ab Gründung des Mitteldeutschen Braunkohlen-Syndikats im Jahr 1909 wurde das Ammendorfer Revier offiziell synonym auch Hallesches Revier genannt. Das Bergrevier unterstand bis zum Jahr 1946 dem Bergamt Halle, danach der Technischen Bergbau-Inspektionen Halle. Diese war direkt der Obersten Bergbehörde beim Ministerrat der DDR untergeordnet.
Die Gruben im Geiseltal gehörten nicht zum Halleschen Revier, sondern zum Bergrevier Naumburg. Das Geiseltal südwestlich von Merseburg bildete ein völlig isoliertes Braunkohlevorkommen. Im Zuge der Kombinatsbildung wurden allerdings Tagebaue aus dem ehemaligen Halleschen Revier in das VEB Braunkohlenkombinat Geiseltal integriert, welches wiederum der Technischen Bergbau-Inspektionen Halle unterstand. Im Übrigen wurden im DDR-Sprachgebrauch alle Bergbaugebiete im Bezirk Halle als „Hallesches Revier“ bezeichnet, wobei grundsätzlich die Begriffe „Gebiet Halle“ oder „Raum Halle“ anstelle von „Revier“ Verwendung fanden.
Nach der Deutschen Wiedervereinigung erlangten die ehemaligen Bergamtsreviere in Mitteldeutschland ihre alten Strukturen zurück, jedoch wurden nach kurzer Zeit die Bergämter infolge der Schließung zahlreicher Tagebaue obsolet. Heute obliegt in der Region die Bergaufsicht direkt dem Landesamt für Geologie und Bergwesen von Sachsen-Anhalt mit Sitz in Halle.